# Magno (legione tebana)
San Magno è stato un militare romano, venerato come santo martire della Chiesa cattolica.
Tradizionalmente considerato membro della leggendaria legione tebea, il centro del suo culto è il famoso santuario di San Magno a Castelmagno, in Piemonte.

## Teorie sulle origini di san Magno

### San Magno tebeo

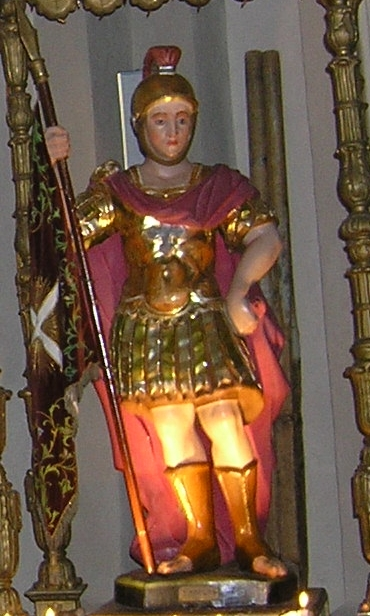
San Magno nelle vesti tradizionali

La tradizione, originata probabilmente nel 1604 dalla pubblicazione riguardante i martiri tebei dello storico Guglielmo Baldesano, fa di san Magno un soldato della famosa legione Tebea, comandata da san Maurizio. La legione, secondo la leggenda, fu in gran parte massacrata nel 286 ad Agauno, in quello che oggi è il Vallese svizzero. Magno, sfuggito alla decimazione, si sarebbe diretto verso le montagne del Piemonte meridionale, dove predicò la religione cristiana fino al martirio ed alla sepoltura nel luogo dove ora sorge il santuario.
Dopo la pubblicazione dell'opera del Baldesano ebbe inizio l'opera di "militarizzazione" dell'iconografia del santo. Emblematico è il caso della bolla pontificia emessa da Clemente VII nel 1527 per concedere l'indulgenza ai pellegrini del santuario. La bolla venne modificata successivamente sostituendo l'immagine originale con una in cui il santo è rappresentato con corazza e stendardo.
Alcuni studiosi suppongono che, nonostante il testo del Baldesano sia il primo a trattare san Magno come appartenente alla legione tebea, si tratti comunque di un derivato di tradizioni preesistenti. A prova di questa teoria indicano il ritratto di san Magno presente nella cappella Allemandi, dove gli affreschi cinquecenteschi dell'artista Botoneri rappresentano il santo senza la corazza tipicamente romana, ma comunque armato di spada e con un'ampia croce rossa sul petto. Egli ritiene che la popolazione vedesse in san Magno anche un protettore della fede dai nemici in genere, dagli eretici ai non cristiani.

### San Magno monaco

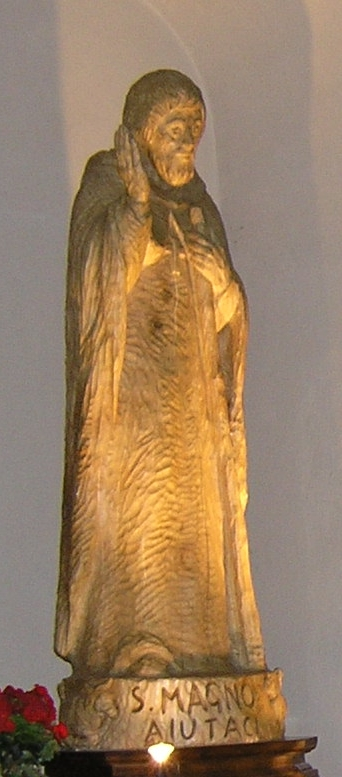
San magno in veste monacale

La teoria più recente sulle origini di san Magno, nonché quella che attualmente ha più credito fra gli studiosi, è quella che vede il culto del santo come importato dai monaci benedettini che operavano nel Piemonte meridionale.
Questa teoria venne avanzata per la prima volta dallo studioso Carlo Lovera di Castiglione, in una lettera inviata al monsignor Riberi e pubblicata nel 1933. Analizzando le agiografie dei santi con nome Magno e sue variazioni, pose in particolare l'attenzione su un Mang-Ald, latinizzato successivamente in Manaldus o Magnus, che nacque probabilmente nel 699 nella regione allora detta Rezia. Successivamente andò a vivere nel convento di San Gallo (fondato da san Colombano) e dopo essere stato ordinato sacerdote venne inviato con altri in Baviera presso il confine svizzero dove evangelizzò la popolazione, fondò un'abazia e diede nuovo impulso all'agricoltura. Morì a Füssen nel 772.
Il culto di san Magno sarebbe arrivato nelle vallate cuneesi con la diffusione degli ordini monacali, primo fra tutti quello di san Benedetto, la cui regola aveva soppiantato quella più rigida di san Colombano.
Resta il fatto che anche su san Magno di Füssen non si hanno notizie chiare e certe, e resta da spiegare per quale motivo il suo culto sia diffuso solo in alcune vallate del cuneese.

### San Magno e san Dalmazzo

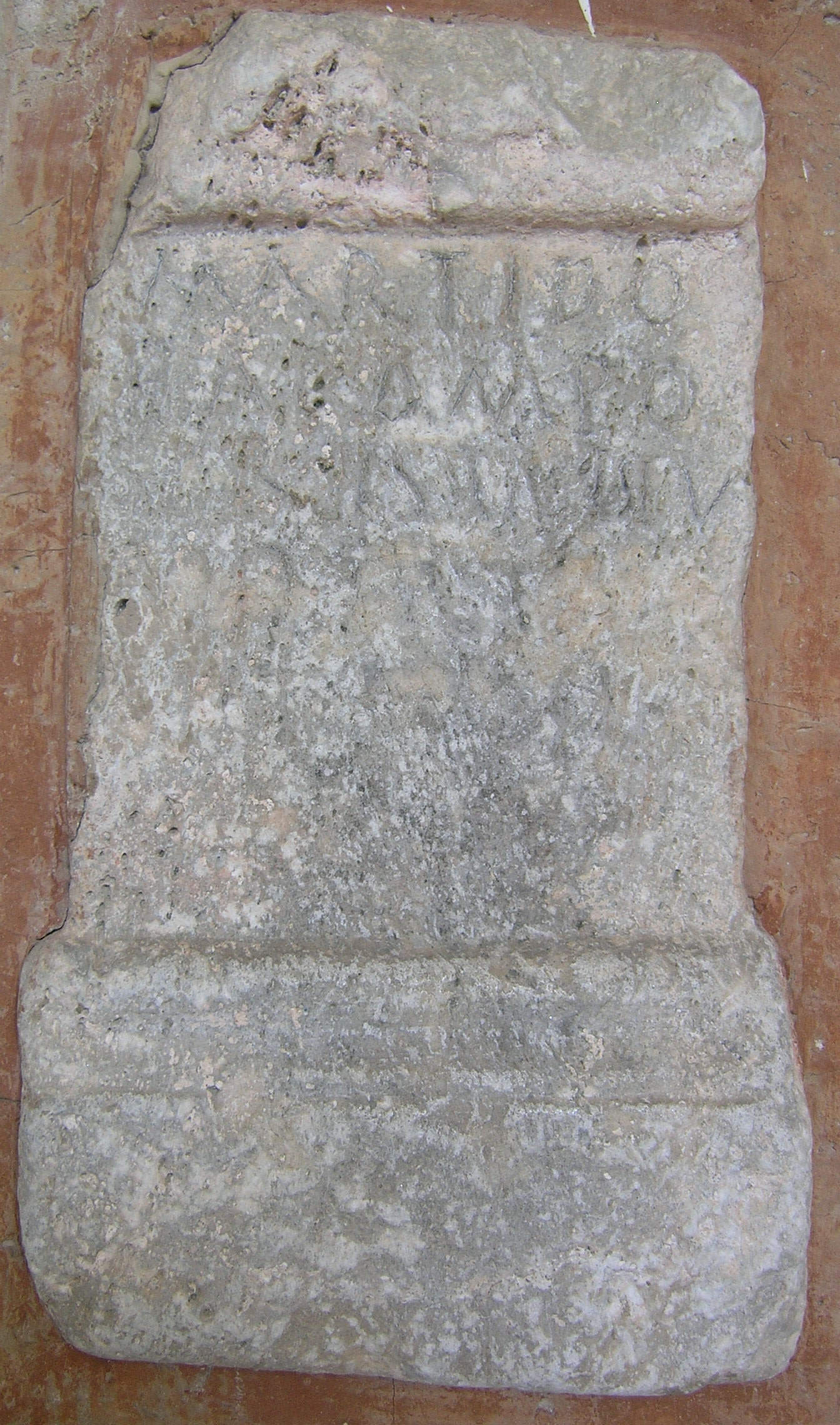
Lapide romana trovata durante gli scavi del 1894

Secondo autori come Alfonso Maria Riberi il personaggio di san Magno è da ricollegare ad un altro santo venerato nel cuneese: san Dalmazzo. La teoria di Riberi vede Magno come un cristiano originario delle zone che cercava di evangelizzare, e che venne martirizzato nel luogo ove ora sorge il santuario a lui dedicato.
A prova della sua ipotesi viene indicato il ritrovamento, nel 1894 durante lavori nel santuario, di resti di un cimitero e di un luogo di culto romani, risalenti al III secolo. Il Riberi ipotizza che san Magno abbia predicato contro gli antichi dei pagani e le relative superstizioni, fino al martirio in quei stessi luoghi.
Ad ulteriore suffragio della sua tesi Riberi riporta una parte di alcuni versi in latino che Gerolamo Vida, vescovo di Alba, dedicava al cardinale Michele Ghislieri, allora vescovo di Mondovì, poi papa Pio V. Essi recitano «Alpibus in vestris sistat vestigia Magnus», interpretate dal Riberi come San Magno arresti i suoi passi sulle aspre Alpi, sbarrando la strada ai nemici, cercando così di provare la presenza del culto di un san Magno martire già da secoli.

## Culto

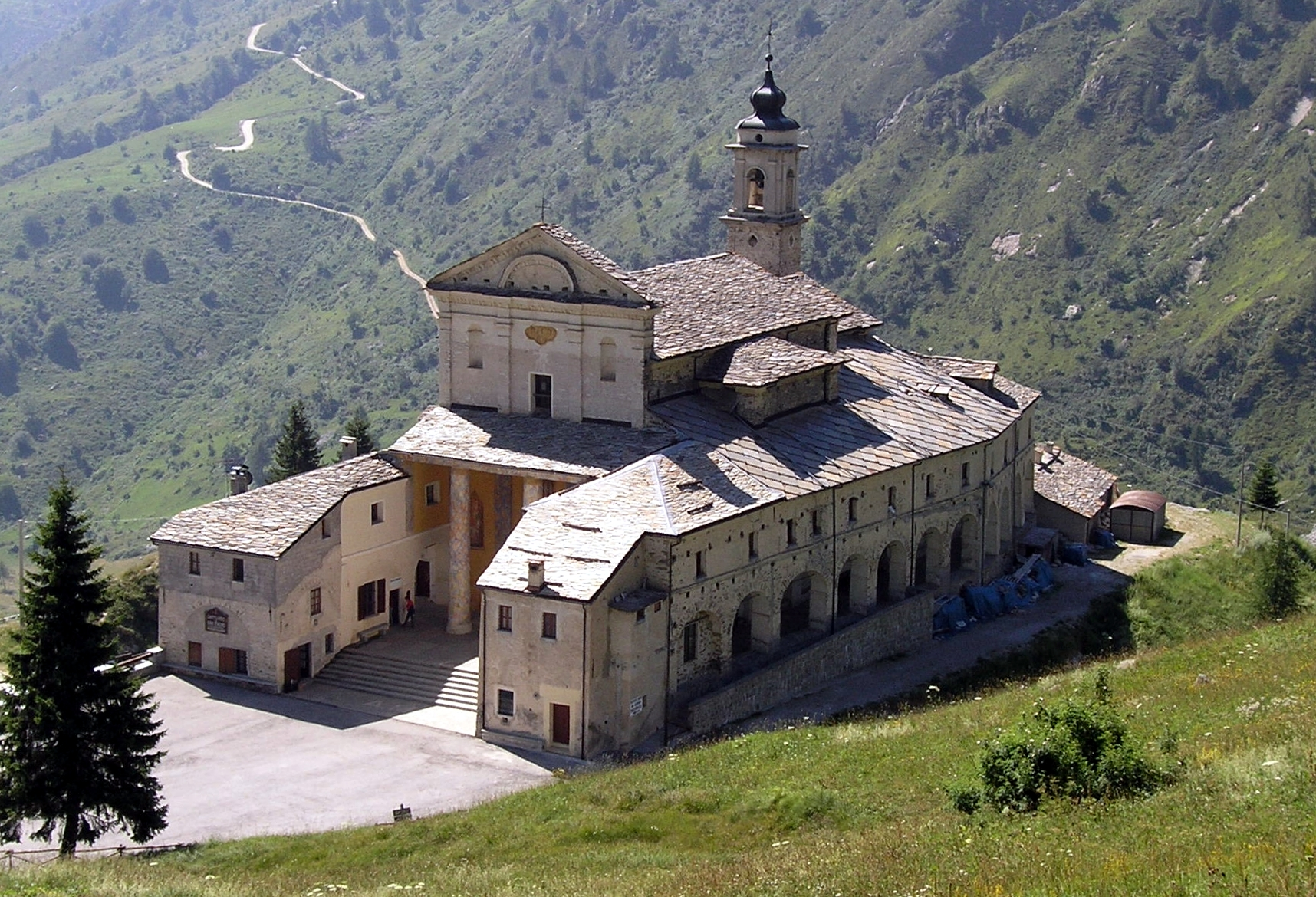
Il santuario di San Magno

La memoria di san Magno è celebrata il 19 agosto di ogni anno. A Castelmagno viene celebrato portando la statua del santo (con la tradizionale veste da legionario) in una processione di secolare memoria presso il santuario.
A san Magno veniva chiesta intercessione per la protezione del bestiame e delle colture (le principali fonti di sostegno delle popolazioni delle vallate dove san Magno è ricordato), nonché per aver protezione dalle avversità della montagna e per qualunque necessità di chi lo invocava. Imponente è la quantità di ex voto apposti sulle pareti della navata del santuario di San Magno a Castelmagno, a testimonianza della devozione della popolazione locale.